# Сеймур (Іллінойс)
Сеймур (англ. Seymour) — переписна місцевість (CDP) в США, в окрузі Шампейн штату Іллінойс. Населення — 317 осіб (2020).

## Географія
Сеймур розташований за координатами 40°6′24″ пн. ш. 88°25′38″ зх. д. / 40.10667° пн. ш. 88.42722° зх. д. (40.106728, -88.427158).  За даними Бюро перепису населення США в 2010 році переписна місцевість мала площу 0,23 км², уся площа — суходіл.

## Демографія
Згідно з переписом 2010 року, у переписній місцевості мешкали 303 особи в 116 домогосподарствах у складі 86 родин. Густота населення становила 1304 особи/км².  Було 123 помешкання (529/км²).
Расовий склад населення:
| - 94,7 % — білих - 2,3 % — чорних або афроамериканців - 0,7 % — корінних американців - 0,3 % — азіатів |

До двох чи більше рас належало 1,3 %. Частка іспаномовних становила 1,7 % від усіх жителів.
За віковим діапазоном населення розподілялося таким чином: 28,4 % — особи молодші 18 років, 61,7 % — особи у віці 18—64 років, 9,9 % — особи у віці 65 років та старші. Медіана віку мешканця становила 35,3 року. На 100 осіб жіночої статі у переписній місцевості припадало 102,0 чоловіків;  на 100 жінок у віці від 18 років та старших — 99,1 чоловіків також старших 18 років.
Середній дохід на одне домашнє господарство  становив 36 828 доларів США (медіана — 26 776), а середній дохід на одну сім'ю — 39 046 доларів (медіана — 21 452). Медіана доходів становила 44 338 доларів для чоловіків та 30 833 долари для жінок. За межею бідності перебувало 55,0 % осіб, у тому числі 73,5 % дітей у віці до 18 років та 0,0 % осіб у віці 65 років та старших.
Цивільне працевлаштоване населення становило 184 особи. Основні галузі зайнятості: освіта, охорона здоров'я та соціальна допомога — 57,1 %, роздрібна торгівля — 20,1 %, виробництво — 14,1 %.